# 和歌山県道207号上万呂北新町線
和歌山県道207号上万呂北新町線（わかやまけんどう207ごう かみまろきたしんまちせん）は、和歌山県田辺市を通る一般県道である。

## 概要
田辺市上万呂から田辺市北新町に至る。

### 路線データ
- 起点：和歌山県田辺市上万呂（田辺市上万呂交差点、和歌山県道35号上富田南部線交点）
- 終点：和歌山県田辺市北新町
- 実延長：3.218 km

## 歴史
- 1974年（昭和49年）7月9日 - 和歌山県が一般県道として上万呂北新町線を認定[1]。

## 地理

### 通過する自治体
- 和歌山県
  - 田辺市

### 交差する道路
| 交差する道路                                              | 交差する場所 | 交差する場所              |
| --------------------------------------------------------- | ------------ | ------------------------- |
| 和歌山県道35号上富田南部線 和歌山県道216号温川田辺線 重複 | 上万呂       | 田辺市上万呂交差点 / 起点 |
| 国道42号                                                  | 下万呂       | 天王池交差点              |
| 国道424号                                                 | 高雄2丁目    | 八幡町交差点              |
| 和歌山県道208号秋津川田辺線                               | 高雄1丁目    |                           |

### 交差する鉄道
- 紀勢本線

### 沿線
- 和歌山県自動車運転免許第2試験場
- JR西日本紀勢本線 紀伊田辺駅